# Treball de recerca
El treball de recerca (abreujat TR, TdR i TRec) és un treball acadèmic que fan tots els estudiants de batxillerat de la Catalunya del Sud i de les Illes Balears, preferentment entre el tercer trimestre del primer curs del cicle i l'any escolar següent. A Catalunya, fins al curs 2024-2025 equivalia a dos crèdits del currículum (70 hores), representava el 10 % de la qualificació del batxillerat i podia emmarcar-se en una matèria o ser interdisciplinari. A partir del curs 2025-2026, hi computarà com una assignatura més. En la realització del treball de recerca, cada estudiant rep la tutorització d'un docent, que l'orienta i en fa el seguiment.
Està constituït per un conjunt d'activitats executades per l'alumnat, estructurades i orientades a la investigació, sobre un tema escollit i acotat, en part, per ell mateix. Això suposa, en molts casos, la realització d'activitats de camp (enquestes, experiments, muntatges, visites...) i no només d'activitats de recerca bibliogràfica.
Algunes entitats, d'entre les quals la Universitat Pompeu Fabra o la Universitat Ramon Llull, convoquen anualment certàmens en què reconeixen els treballs de recerca més reeixits per àrea de coneixement humà, com ara les humanitats o la tecnologia.

## Organització
L'organització del treball de recerca suposa prendre decisions en l'àmbit del centre, per part de la coordinació pedagògica, dels departaments didàctics i del professorat. La coordinació pedagògica és responsable d'establir el marc general, les característiques i els criteris d'avaluació dels treballs de recerca, i d'informar-ne posteriorment; d'organitzar l'elecció i assignació de treballs de recerca, tant per part de l'alumnat com per part del professorat que haurà de tutoritzar-los i avaluar-los; i d'organitzar els processos de seguiment i avaluació d'aquests treballs.
Els departaments didàctics són responsables de concretar el tipus i les característiques dels treballs que es poden tutoritzar des de cada departament i facilitar la tria de treballs per part de l'alumnat, tot orientant-los sobre els objectius que poden assolir, el tipus de recerca que hauran de realitzar, les hipòtesis més pertinents, etc.
La tasca del professorat encarregat d'orientar i assessorar l'alumnat en la realització del treball de recerca consisteix a ajudar-lo a concretar el tema del seu treball, els objectius a què aspira, la metodologia a emprar, l'aplicació d'estratègies, etc., així com, per mitjà de trobades periòdiques, l'accés de l'alumnat a l'assessorament i l'orientació sobre l'adequació de la metodologia emprada, els resultats parcials assolits i els recursos utilitzats en relació amb els objectius del treball.

## Característiques
- Nivell de recerca adequat al curs.[11]
- El tema l'escull l'alumne/a i pot ser d'una matèria o pot ser interdisciplinari.
- Cada alumne/a tindrà un tutor per dur a terme el treball de recerca.
- Presentació escrita i oral. S'han d'aprovar els dos apartats.
- S'avalua la implicació de l'alumne/a durant la realització del treball, l’informe escrit i la presentació oral.[12][13]
- La metodologia és diferent segons el tipus de treball: científic, tecnològic, estadístic, artístic, literari, històric, etc.

## Desenvolupament
El treball de recerca es desenvolupa seguint una llista de fases:
1. Elecció del tema i la qüestió a investigar
2. Plantejament d'hipòtesis o objectius inicials
3. Planificació de la recerca
4. Cerca d’informació
5. Processament de la informació
6. Síntesi dels resultats de la investigació i elaboració de conclusions
7. Revisió de la feina feta
8. Presentació de l'informe de tipus escrit i oral

## Avaluació
L'orientació inicial a l'alumnat sobre el treball de recerca ha d'incloure informació sobre els criteris, el calendari i els instruments establerts per a l'avaluació del treball. Aquesta consta de dues parts:
- Seguiment del treball per part del professor/a-tutor/a i avaluació formativa
- Presentació del treball i avaluació final